# Cartosat-2A
Cartosat-2A ist ein indischer Erdbeobachtungssatellit aus der Indian-Remote-Sensing-Reihe. Er ist der Nachfolger von Cartosat-2 und technisch sehr ähnlich aufgebaut. Sein Start erfolgte am 28. April 2008 mit der PSLV-Rakete C9 vom Raketenstartplatz Satish Dhawan Space Centre aus, wobei auch die Satelliten CanX 2, CUTE-1.7 + APD II, AAU-Cubesat 2, COMPASS-1, Delfi-C3, SEEDS 2 und Rubin 8 ins All gebracht wurden. Er umkreist die Erde in einer etwa kreisförmigen sonnensynchronen Bahn und ist mit einer panchromatischen Kamera ausgerüstet, die Bilder im Spektralbereich von 500 bis 850 nm mit einer Schwadbreite von 9,6 bis 290 km und einer Auflösung von weniger als 1 m liefert. Der dreiachsenstabilisierte Satellit kann Aufnahmen bis zu 45° außerhalb der Bahnebene machen und so ein gegebenes Gebiet öfter als bei rein senkrechter Blickrichtung aufnehmen. Die Daten werden auf einer 64 GB Solid-State-Disk gespeichert und mit einer Datenrate von 105 Mbit/s zur Erde übertragen. Die geplante Lebensdauer des Satelliten lag bei fünf Jahren; er war im Januar 2013 noch in Betrieb.

## Technische Daten
- Startgewicht: 690 kg
- Inklination: 97,3°
- Energieversorgung: Solarzellen mit 900 W Leistung + 2 * 18 Ah NiCd-Akkus
- Kameraauflösung: CCD-Zeile mit 1*12.000 Pixel